# ブラック・ライヴズ・マター
ブラック・ライヴズ・マター（英: Black Lives Matter、略称「BLM」）は、アフリカ系アメリカ人のコミュニティに端を発した、黒人に対する暴力や構造的な人種差別の撤廃を訴える、国際的な積極行動主義の運動の総称。特に警官による無抵抗な黒人への暴力や殺害、人種による犯罪者に対する不平等な取り扱いへの不満を訴えている。アリシア・ガーザ、パトリッセ・カラーズ、オーパル・トメティによって呼び掛けられ、広められた。
本運動に参加している組織・団体は、ブラック・ライヴズ・マター・グローバル・ネットワーク・ファウンデーション（BLMGN）をはじめ多数あるが、単に「ブラック・ライヴズ・マター」と名付けられた広義のブラック・ライヴズ・マター運動は、特定の団体を指すのではなく、幅広い人々と組織で構成された社会運動を指す。また、多種多様な組織・団体の集合体である性質上、同運動には厳密な党綱領なものは存在しないが、2016年に『ヴィジョン・フォー・ブラック・ライヴズ』が作成されたことによって、大まかな目標が運動内で共有された。2013年の発足当時はローカルな社会運動であったが、その後数年間のうちに全米規模の組織に成長した。
「ブラック・ライヴズ・マター」というスローガン自体は、どのグループからも商標登録されていない。

## 概要
2013年、各SNS上で#BlackLivesMatterというハッシュタグが拡散された。これは2012年2月にアメリカフロリダ州で黒人少年のトレイボン・マーティンが元警官で自警団団員のヒスパニック、ジョージ・ジマーマンに射殺された事件に端を発する（トレイボン・マーティン射殺事件）。
翌年の2014年には、7月にニューヨークでエリック・ガーナーがニューヨーク市警察の白人警察官による過剰な暴力により死亡（エリック・ガーナー窒息死事件）、8月にはミズーリ州ファーガソンでマイケル・ブラウンが白人警察官に射殺された。
マイケル・ブラウン射殺事件の翌日にファーガソンで行われたデモ行進と関連した暴動でBLMは世界的に認知されるようになった。ファーガソン暴動以降、アフリカ系アメリカ人が犠牲となった警官の過剰な治安維持行為を糾弾するデモが拡大した。2015年に入るとBLMは2016年アメリカ合衆国大統領選挙を巻き込んだ運動に発展した。2014年から2016年にかけて、運動家であるアリシア・ガーザ、パトリッセ・カラーズ、オーパル・トメティの3名はハッシュタグのさらなる拡散などを求め、さらに全米各地に30箇所以上のネットワークを設立し、全国的なムーブメントに拡大させた。
ブラック・ライヴズ・マターは多くの反響を生んでいる。米国におけるBLM運動の参加者は人種によってばらつきが大きいと言われる。
ジョージ・フロイド事件などを発端として、2020年にBLM運動は全米的なデモ・暴動へと発展した。おもにこれを受けてアメリカ合衆国大統領選挙では人種差別が選挙の争点の一つになった。これがジョー・バイデン勝利の一因になったという見方がある一方で、前回選挙と比べ、NBCの出口調査によると黒人票のうちトランプに投票した割合が8%から12%高まり、他にも黒人票で必ずしも反トランプ票が増えたとは言えないという見方がある。

## 日本語訳
「Black Lives Matter」という言葉は、短く平易な英単語による表現であるものの、日本語への翻訳は困難である。文脈をよく見てその意図を読み取る必要がある。
2020年5月のミネソタ州ミネアポリスで発生した黒人男性を白人警官が死に至らしめた事件に端を発する世界的に広がった抗議運動についての報道に際し、ハフポスト日本語版による当初の「黒人の命も大切だ」という日本語訳に対して異論・批判が生じたことを受け、「黒人の命を守れ」 「黒人の命も大切だ、軽視するな」 「黒人の命は大切（です / だ）」等の修正・追補が行われた。この「黒人の命は大切」という日本語訳は、他のメディアでも使用されている。
一方、ジャーナリストの岩田太郎はオンライン・ニュースサイトJapan In-depth上において、「そのまま素直に訳せば、『黒人の命が大切』あるいは『黒人の命は大切』となる。しかし、現在の抗議行動の文脈からすれば、黒人参加者たちは『黒人の命こそ大切』と言っているニュアンスになる」とした。
また、この「黒人の命は大切だ」という日本語訳を用いず、あえて「黒人の命をないがしろにするな」「黒人の命を粗末にするな」「黒人の命を軽んじるな」と否定形を使った日本語訳も出ている。その他、「黒人の命にも価値がある」、（ジョン・ボイエガが発した「black lives always matter」に対する日本語訳として）「いつだって黒人の命は大切だ」などがある。
アメリカ黒人史研究者の藤永康政は、『ブラック・ライヴズ・マター誕生の歴史』において「lives」を「命・生活」と訳したうえで、「lives」を単に「命」と訳すのは本運動の「本質を大きく取り違えたものである」と指摘している。
BBCの日本語版では「黒人の命も大事だ（BLM）」との表記を採用している。
このように日本語では一意に翻訳を定めにくい現状を踏まえ、あえて日本語には訳さないほうがよいという主張もある。

## 世界への波及
設立当初から、BLMのデモ行進はアメリカ国内に留まらず、ヨーロッパや東アジア、中東を含む世界中の国や地域でも行われた。
イギリスでは奴隷貿易の礎を築いたイギリス帝国主義も批判の的になり、国内各地で奴隷貿易・帝国主義・植民地支配に関与した人物の銅像が引き倒された。イギリスラグビー協会（RFU）は、それまでラグビーイングランド代表応援歌として使われていた『Swing Low, Sweet Chariot』について、アメリカ黒人奴隷だった人物が作った 黒人奴隷への鎮魂歌であり、その意図と異なる使用であることを理由に、2020年6月に使用中止を検討した。結局、この曲の使用禁止には至っていないが、応援歌としての使用には賛否の議論を呼んだ。
日本においても東京、大阪、名古屋などの主要都市でデモが行われた。また、日本にも根深い人種差別があると指摘する意見や報道もあり、NHKが2020年（令和2年）6月7日に放送した『これでわかった!世界のいま』の内容が「（黒人に対する）侮辱的で配慮に欠けるもの」と批判を受けた。

## 批判
2020年5月末の約半月だけで、BLMによる暴動、略奪、破壊により、保険会社の支払いは10億ドルにのぼった。結果として、中道リベラル紙『USAトゥデイ』と市場調査会社イプソスが共同で行った2021年3月の世論調査では、白人穏健派のBLMに対する支持が下落したことが明らかになった。
保守派で白人である、前ニューヨーク市長のルドルフ・ジュリアーニはBLMを根本的に人種差別だとし、反アメリカ的だと述べた。それに対してワシントン・ポスト紙は、人種差別的でないとした上で、前市長が人種問題について自身の想像の中の世界にいると批判した。
トランプ支持派の黒人作家キャンディス・オーウェンズのように、黒人の中にも批判派は存在する。
BLMへのカウンターとしてオール・ライヴズ・マター（英: All Lives Matter）という運動も勃興した。BLM派からは、オール・ライヴズ・マターはBLM運動を軽視するスローガンとして発生し、アメリカにおける黒人の現状から論点をずらすために使用されるとして批判がある。発起人の一人であるアリシア・ガーザは、オール・ライヴズ・マターについて、「私たちはすべての命が大切だと当然認識しています。しかし、私たちはすべての命が大切だとされている世界には住んでいないのです」と語った。さらに暴徒によってファーガソンの警官2人が襲撃を受けて新たな運動に発展し、こちらも警官の人権を主張するブルー・ライヴズ・マター（英: Blue Lives Matter）として一定の広がりを見せている。警察権限の縮小は犯罪の増加につながるという批判もある。
また黒人差別とされた表現を自粛する動きが相次ぎ、BLM賛成派からは偽善、BLM批判派からは過剰反応と、両者からの批判が生まれている。さらにバイデン政権とBLMを主導した新世代左派の間にも亀裂があり、運動の纏まりは反トランプであるという指摘もある。

## 年表
以下の年表では、抗議活動については開始月日のみを記述する。
- 1991年
  - 「自分を守るアフリカン・アメリカン女性」（African American Women Defense of Ourselves）がエルザ・バークリー・ブラウン[注 7]、デボラ・キング（英語版）、バーバラ・ランズビーらによって結成[65]。アニータ・ヒルへの弁護と、黒人女性の連帯を訴えることが目的。
  - 3月3日：ロドニー・キングがロス市警によって暴行
- 1992年
  - 4月：ロサンゼルス暴動
- 1997年
  - 産獄複合体（英語版）解体を目的とする組織「クリティカル・レジスタンス（英語版）」（"Critical Resistance"）がアンジェラ・デイビスらによって発足[66]
- 1999年
  - 9月4日：アマドゥ・ディアロが射殺（英語版）
- 2000年：有色人種ラディカル・フェミニスト団体INCITE!発足
- 2005年
  - 8月：ハリケーン・カトリーナ
- 2008年
  - ドナルド・トランプらがバーサー運動（バラク・オバマの国籍陰謀論）を喧伝[67][68]
- 2009年
  - 1月20日：バラク・オバマが大統領に就任
- 2010年
  - 『ニュー・ジムクロウ――カラーブラインドの時代における大量投獄（英語版）』刊行
- 2012年
  - トレイボン・マーティン射殺事件
- 2013年
  - ブラック・ライヴズ・マター・グローバル・ネットワーク・ファウンデーション（英語版）（BLMGN）、ブラック・ユース・プロジェクト100（英語版）（BYP100）発足
  - 7月18日：タイロン・ウェスト射殺事件（英語版）[69]
- 2014年
  - ハッシュタグ「#SayHerName（英語版）」定着
  - 年末から翌年にかけ、ミズーリ州から全米規模に政治行動が拡大[70]
  - 5月：ドミニク・”ダモ”・フランクリン・ジュニア[注 8]がテーザー銃によって転倒し頭部を損傷。数週間後に死亡した。
  - 6月：マリアム・カバ（英語版）が、シカゴ市警察による残虐行為・テーザー銃の濫用を国連拷問等禁止条約加盟国委員会（UNCUT）で告発するための代表団「われわれはジェノサイドを告発する」"We Charge Genocide Collective"を組織[注 9]。同年11月、代表団はジュネーブを訪問、報告を行う。同年のファーガソン蜂起に関する運動に影響を与える[71]。
  - 7月17日：エリック・ガーナー窒息死事件
  - 8月9日：マイケル・ブラウン射殺事件
  - 8月10日：ファーガソン蜂起：スローガンとしての「ブラック・ライヴズ・マター」が定着したほか、「Hands up, don't shoot（英語版）[注 10]」が叫ばれた[72]
  - 10月：数万人規模の抗議集会「ファーガソン・オクトーバー（英語版）」が4日間にわたり行われる[73][74][75]
  - 12月：
    - ニューヨークで行われた会合で「ムーブメント・フォー・ブラック・ライヴズ（英語版）」（M4BL）が設立[74]
    - 「ブラック・ブランチ」[注 11]運動が、翌2015年1月にかけオークランド地区で行われる[76]

- 2015年
  - 3月：黒人女性主体の青年急進女性団体、アサータの娘たち（英語版）結成[77]
  - 4月12日：フレディー・グレイ傷害致死事件（英語版） - フレディー・グレイが、警察によって移送される最中に受けた脊椎損傷が原因で死亡
  - 4月18日：2015年ボルチモア抗議（英語版）
  - 5月：シカゴ市議会が、ロナルド・キッチン含む「10名の死刑囚たち」（"Death Row Ten"）[注 12][78]に対する集合的補償規定を定めた条令を可決[79]。
  - 5月20日：アンドレア・リッチーらが報告書『彼女の名を言え』（"Say Her Name"）を発表
  - 5月21日：BYP100、ならびにムーブメント・フォー・ブラック・ライヴズ（英語版）（M4BL）ほかが、ニューヨークをはじめとしたアメリカ国内20以上の都市で抗議集会を開く[80]。
  - 7月24日～26日：オハイオ州のクリーヴランド州立大学（英語版）で、BLMGNを含む運動の連合体であるM4BLの集会[81]。
  - 9月24日：2015年ミズーリ大学抗議活動（英語版）[82] 国歌斉唱拒否
  - 9月29日：ヤングアダルト小説『オール・アメリカン・ボーイズ（英語版）』刊行
  - 12月10日：警察官（事件当時）のダニエル・ホロツクロー（英語版）が、13名の黒人女性を逮捕拘禁し、暴行・レイプを行った件について有罪判決を受け、懲役263年の刑に処されることが確定[83]。
  - 12月26日：キントニオ・レグリエール・ベティ・ジョーンズ殺害事件（英語版）
- 2016年
  - 2月9日：M4BLの加盟団体「オハイオ州学生協会」のリーダーであるマーショウン・マッカレルが自殺[84][85]、運動に参加する構成員同士で、感情的・心理的プレッシャーの開示が行われるようになる。
  - 3月11日：2016年シカゴ反トランプ抗議デモ（英語版）
  - 7月6日：フィランド・カスティール射殺事件（英語版） - カスティールの交際相手であるダイアモンド・レイノルズによって、警察による銃撃の様子がフェイスブック上で生配信されていた[86]。
  - 7月7日：2016年ダラス警察官銃撃事件（英語版） - ミカ・ハビエル・ジョンソンMicah Xavier Johnsonが警察官を5名を射殺後、本人も射殺。ジョンソンはBLMに関係していなかったが、事件直後彼の行動はBLM運動の責任に帰する論調が起こった[87]。
  - 8月4日：政策プラットフォーム（綱領）『ヴィジョン・フォー・ブラック・ライヴズ』（Vision for Black Lives）が発表。「ブラックバード」を主体して作成された[88][89]。
  - 8月10日：連邦司法省がボルティモアでの取締りのプロセスを批難し、取締りの対象に人種的偏りが存在することを指摘する調査報告書を発表[90]
- 2017年
  - 連邦捜査局のテロ対策課がBLGNほかを「ブラック・アイデンティティ過激派」に指定、同集団を国家安全保障上の暴力的脅威とした[91]。
  - 2月27日：ヤングアダルト小説『ザ・ヘイト・ユー・ギヴ あなたがくれた憎しみ（英語版）』刊行
  - 8月11日
    - ドキュメンタリー映画『フーズ・ストリーツ？（英語版）』公開
    - 「シャーロッツビル自動車突入テロ事件（英語版）」 - ユナイト・ザ・ライト・ラリー（極右集会）に反対するデモに白人至上主義者が自動車で突入[92]。死亡者1名、けが人35名を出した。

  - 9月：「われわれはジェノサイドを告発する」の報告を受けたUNCUTによる批判を受け、シカゴ市がダモの遺族に20万ドルの賠償金の支払いに同意[71]。
  - 9月15日：2017年セントルイス抗議活動（英語版）
- 2019年
  - ノンフィクション『ブラック・ソフトウェア（英語版）』がオックスフォード大学出版局から刊行
- 2020年
  - 3月11日：WHOが新型コロナウイルスについて「パンデミック相当」であるとする見解を発表[93]
  - 3月13日：ブリオナ・テイラーへの銃撃事件
  - 3月26日：ブリオナ・テイラー抗議運動（英語版）始まる
  - 5月25日：ジョージ・フロイドの死
  - 5月26日：2020年ミネアポリス反人種差別デモ、ジョージ・フロイド抗議運動開始
  - 8月23日：ジェイコブ・ブレークへの銃撃事件
  - 8月26日：アスリートらのストライキ（英語版）開始
- 2021年
  - 7月21日：ロバート・E・リー像撤去